# Demofoonte (Gluck)
Demofoonte è un dramma per musica o opera in 3 atti del compositore Christoph Willibald Gluck. L'opera utilizza un libretto in lingua italiana di Pietro Metastasio. L'opera debuttò il 6 gennaio 1743 al Teatro Regio Ducale di Milano.

## Ruoli
| Ruolo      | Registro vocale | Cast della prima Direttore: |
| ---------- | --------------- | --------------------------- |
| Demofoonte | castrato        |                             |
| Dircea     | soprano         |                             |
| Adrasto    | tenore          |                             |
| Matusio    | basso           |                             |
| Creusa     | soprano         |                             |
| Cherinto   | castrato        |                             |
| Olinto     | castrato        |                             |
| Timante    | castrato        | Giovanni Carestini          |

## Riprese
La prima esecuzione moderna dell'opera si è svolta al Theater an der Wien di Vienna, in Austria, il 23 novembre 2014. L'opera è stata diretta da Alan Curtis, clavicembalista, con il suo Il Complesso Barocco ed il contraltista Aryeh Nussbaum Cohen nel primo Ruolo di primo uomo di Timante.